# قارچ تیره‌سر
قارچ تیره‌سر(نام علمی: Boletus edulis) نام یک گونه از سرده قارچ‌های بولتوس است.